# PGC 246235
LEDA/PGC 246235 ist eine Galaxie im Sternbild Oktant am Südsternhimmel. Sie ist rund 927 Millionen Lichtjahre von der Milchstraße entfernt. Im selben Himmelsareal befinden sich die Galaxien NGC 7098.